# Rapadalen
Rapadalen (lulesamiska: Ráhpavuobme) är en cirka 35 kilometer lång dalgång i Sareks nationalpark i Lappland (Jokkmokks kommun). Dalgången omges av branta berg, bland andra Skierfe, Piellorieppe och Skårkimassivet, och genomflyts av älven Rapaätno.
Vegetationen utgörs huvudsakligen av fjällbjörkskog och videbestånd.
Genom Rapadalen går en ofta använd, orösad vandringsled till centrala Sarek.
Vid Rapadalens mitt ligger det långsträckta deltat Rapaselet och före utloppet i Laitaure det stora Laitauredeltat.

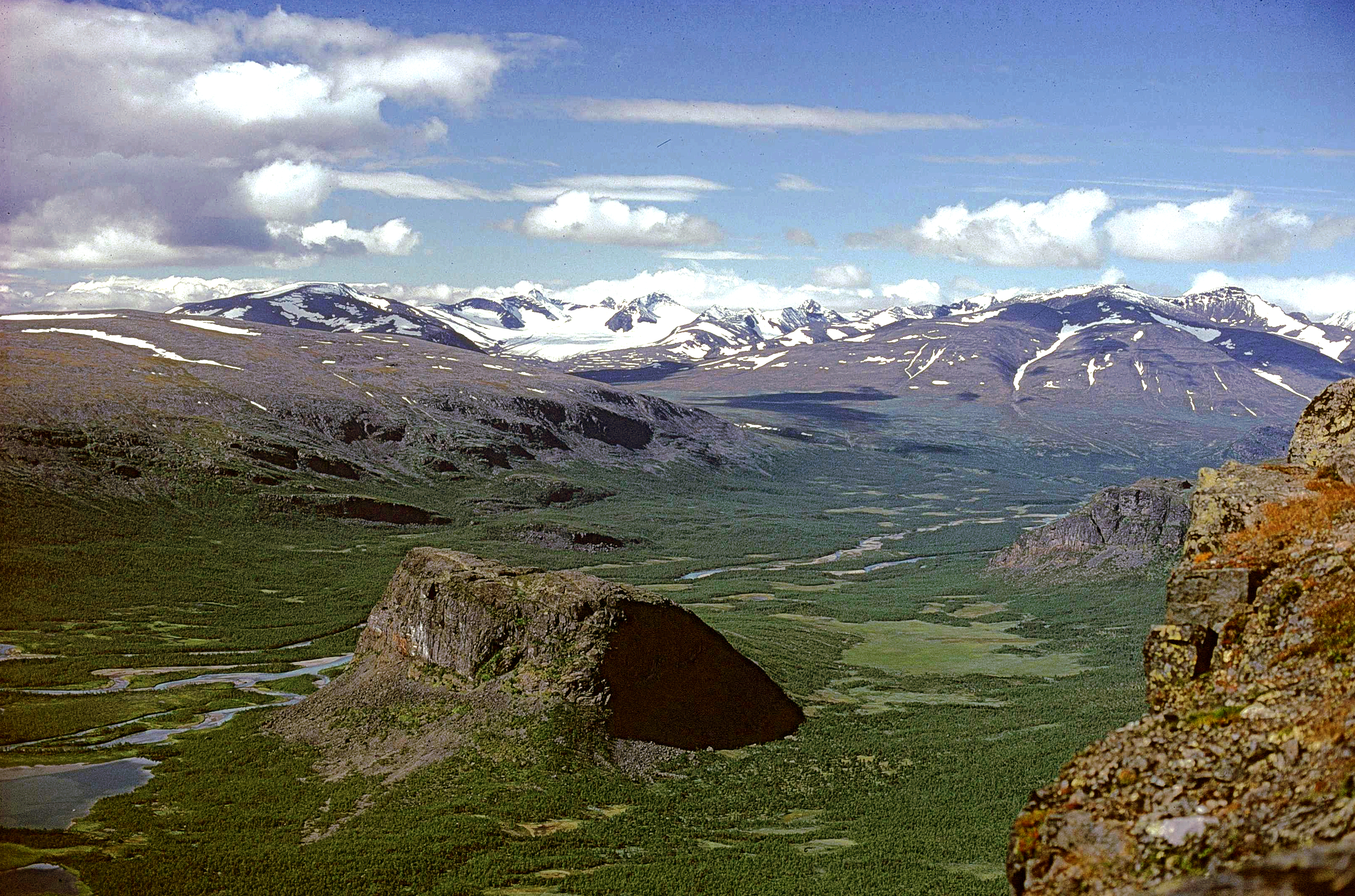
Nedre Rapadalen. Pårtemassivet i bakgrunden
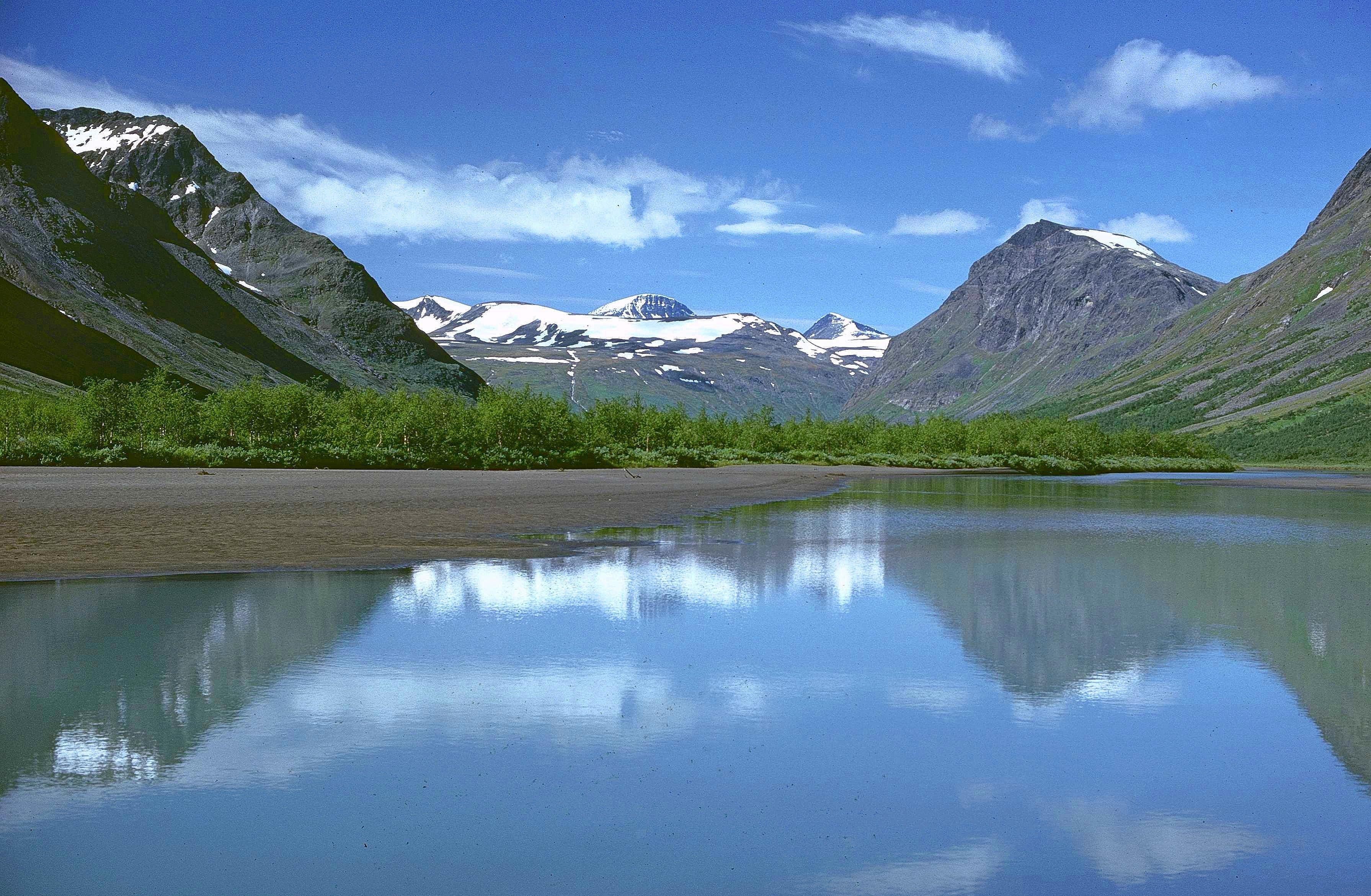
Rapaselet i mittre delen av Rapadalen
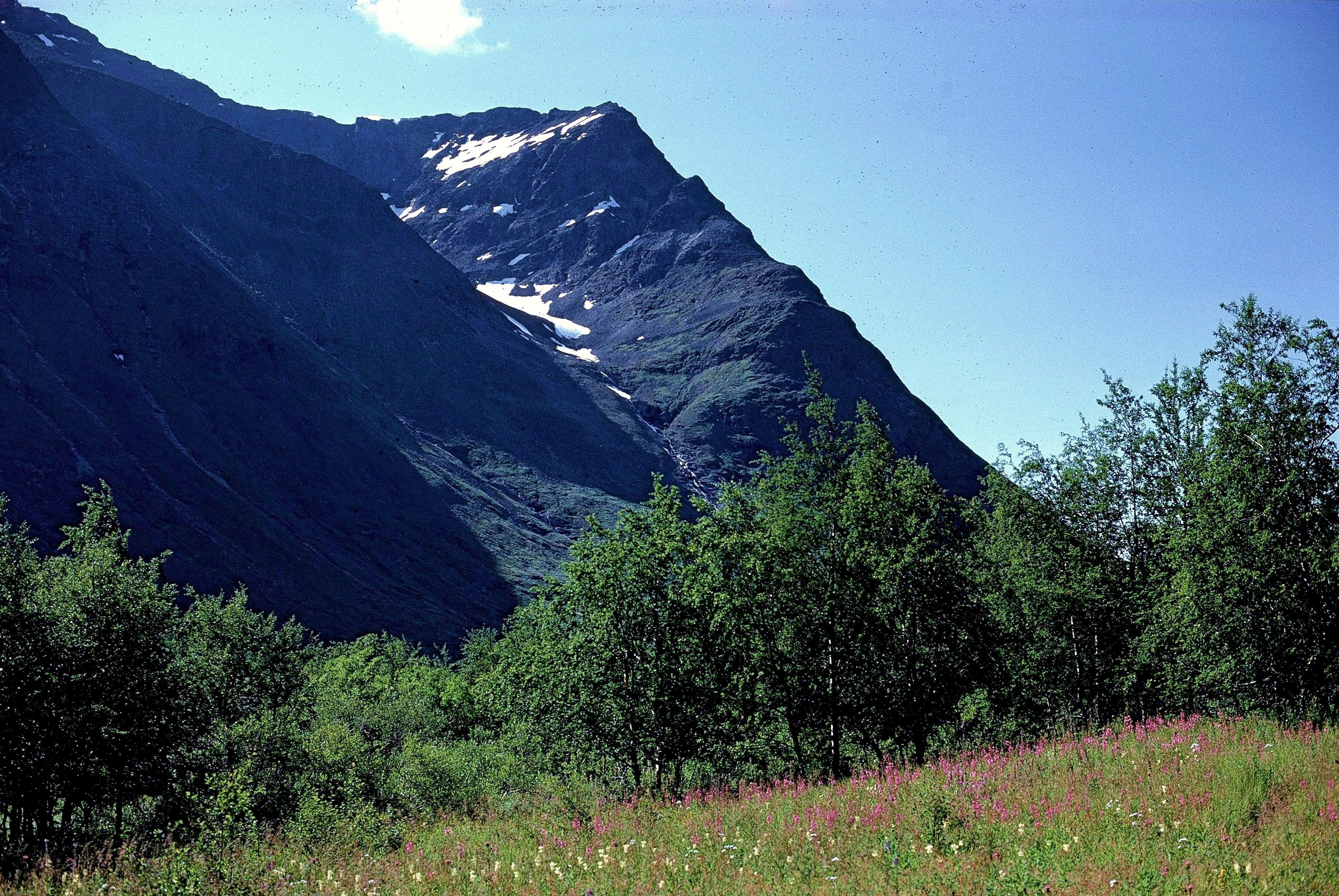
Ängsmark i mittre delen av Rapadalen
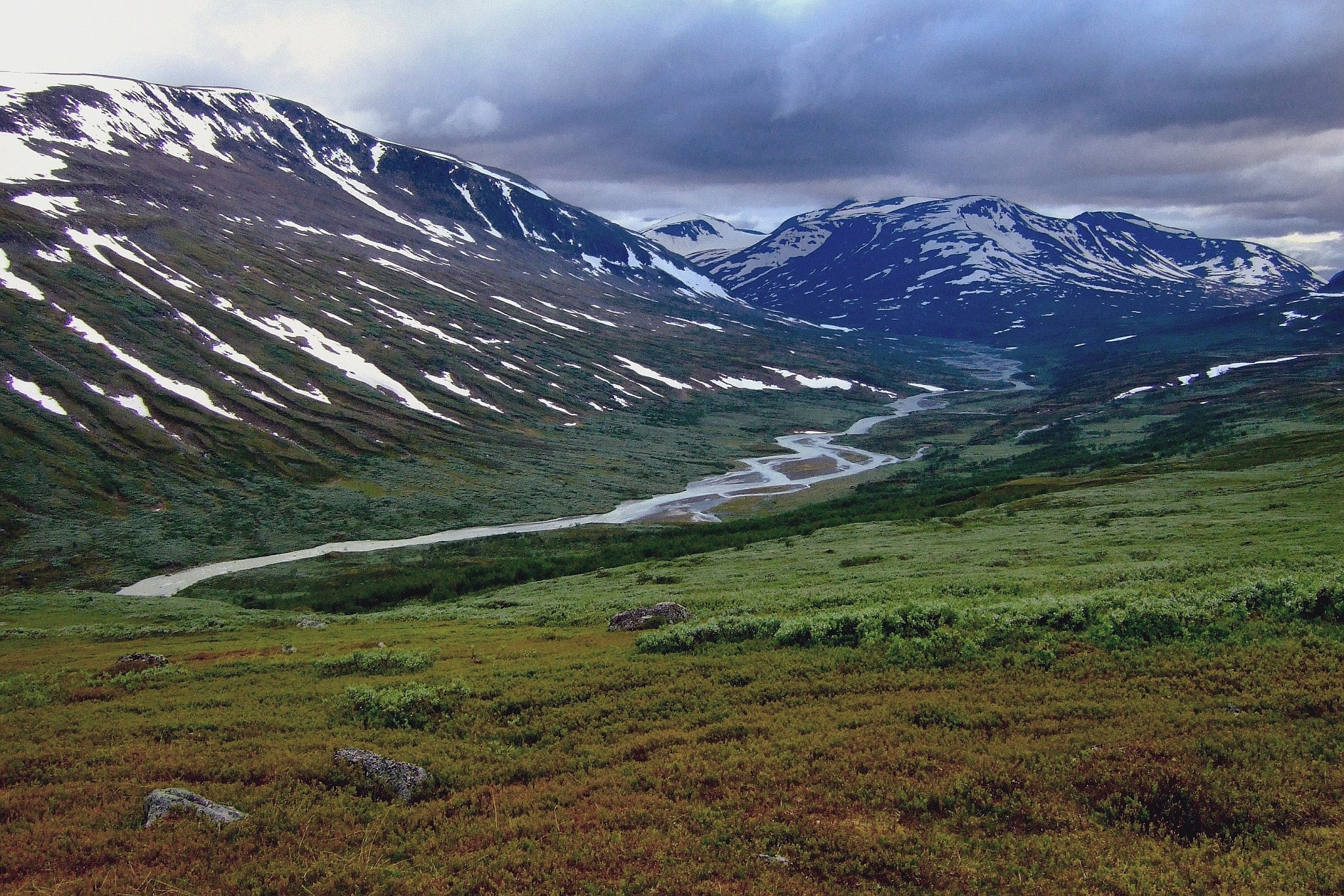
Övre Rapadalen från Pielavalta